# علباء
عبلاء هو مركزٌ سعوديٌ تابعٌ لمحافظة البدائع التابعة لمنطقة القصيم، في المملكة العربية السعودية. المركز من الفئة (ب)، ورمزه 1800 حسب دليل الترميز الموحد للمناطق الإدارية بالمملكة العربية السعودية.

## التاريخ
مزكز علباء التابعة للمحافظة البدائع أسسها الشيخ صنيتان بن مرزوق بن الصيط العفيري المملوحي الهلادي 